# Le Bugue
Le Bugue is een plaats in het Franse departement Dordogne in de Périgord Noir, die deel uitmaakt van de regio Nouvelle-Aquitaine. Het valt onder het arrondissement Sarlat-la-Canéda en het kanton Le Bugue. De gemeente telde 2.638 inwoners op 1 januari 2022. Le Bugue ligt aan de rivier Vézère.
Er is markt op dinsdag.
Bezienswaardigheden:
- Aquarium du Périgord Noir
- Maison de la Vie Sauvage - Musée de Paléontologie met opgezette vogels
- Village du Bournat - Boerendorp uit einde 19de eeuw

## Geografie
De oppervlakte van Le Bugue bedraagt 45,79 km², de bevolkingsdichtheid is 29 inwoners per km² (per 1 januari 2019).
De onderstaande kaart toont de ligging van Le Bugue met de belangrijkste infrastructuur en aangrenzende gemeenten.

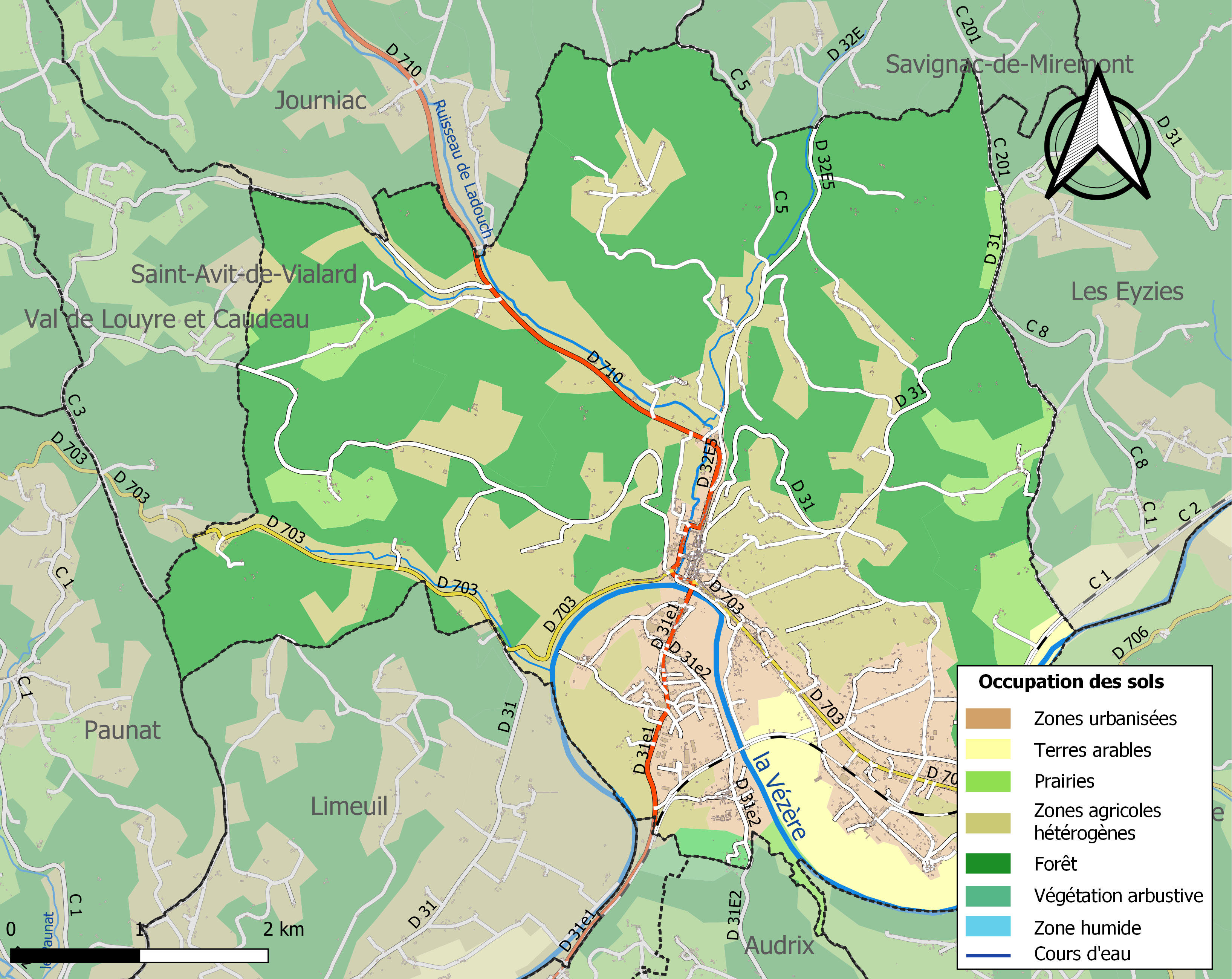

## Verkeer
In de gemeente ligt de spoorweghalte Le Bugue.

## Demografie
Onderstaande figuur toont het verloop van het inwonertal (bron: INSEE-tellingen).

## Geboren
- Jean Rey (ca 1583 - ca 1645), arts